# Catagramma hesperis
Catagramma hesperis är en fjärilsart som beskrevs av Guérin-meneville 1844. Catagramma hesperis ingår i släktet Catagramma och familjen praktfjärilar. Inga underarter finns listade i Catalogue of Life.